# Spinoleiopus
Spinoleiopus is een kevergeslacht uit de familie van de boktorren (Cerambycidae). De wetenschappelijke naam van het geslacht werd voor het eerst geldig gepubliceerd in 1965 door Breuning.

## Soorten
Spinoleiopus is monotypisch en omvat slechts de volgende soort:
- Spinoleiopus rondoni Breuning, 1965